# Delbert Mann
Pour les articles homonymes, voir Mann.
Delbert Mann (né le 30 janvier 1920 à Lawrence, au Kansas, et mort le 11 novembre 2007 à Los Angeles) est un réalisateur et producteur de cinéma américain.

## Biographie
Né à Lawrence, au Kansas, le 30 janvier 1920, fils d'une enseignante (Ora Patton) et d'un professeur de lycée (college), Delbert Mann épouse le 13 janvier 1942 Ann Caroline Gillespie (écrivaine), qui meurt en 2001. Ils ont quatre enfants.
Cinéaste et producteur de cinéma et de télévision américain, il obtient la Palme d'or, au Festival de Cannes de 1955 pour le film Marty, adapté du téléfilm produit à la télévision en 1953 par lui-même et Fred Coe, puis il reçoit l'Oscar du meilleur réalisateur pour ce même film en 1956. Il est le seul, avec Billy Wilder, Roman Polanski, Bong Joon-ho et Sean Baker à avoir obtenu à la fois la Palme d'or et un Oscar pour le même film.
Delbert Mann meurt le 11 novembre 2007 des suites d'une pneumonie à l'hôpital Cedars-Sinaï de Los Angeles à l'âge de 87 ans.

## Filmographie partielle

### Comme réalisateur

#### Cinéma
- 1954 : Marty
- 1957 : La Nuit des maris (The Bachelor Party)
- 1957 : Désir sous les ormes (Desire Under the Elms)
- 1958 : Tables séparées (Separate Tables)
- 1959 : Au milieu de la nuit (Middle of the Night)
- 1960 : Ombre sur notre amour (The Dark at the Top of the Stairs)
- 1961 : Le Héros d'Iwo-Jima (The Outsider)
- 1961 : Un pyjama pour deux (Lover Come Back)
- 1962 : Un soupçon de vison (That Touch of Mink)
- 1963 : Le Téléphone rouge (A Gathering of Eagles)
- 1964 : Dear Heart
- 1966 : Énigme à 4 inconnues (Mister Buddwing)
- 1967 : Fitzwilly (en)
- 1968 : La Jungle aux diamants (The Pink Jungle)

#### Télévision
- 1970 : Jane Eyre (téléfilm)
- 1973 : L'Homme qui n'avait pas de patrie (en) (The Man Without a Country) (téléfilm)
- 1979 : À l'Ouest, rien de nouveau (All Quiet on the Western Front) (téléfilm)

## Récompenses et distinctions
- Oscars 1956 : meilleur réalisateur pour Marty
- Festival de Cannes 1955 : Palme d'or pour Marty
- Étoile sur le Hollywood Walk of Fame